# Campeonato Argentino de Rugby 1971
El Campeonato Argentino de Rugby de 1971 fue la vigésimo-séptima edición del torneo de uniones regionales organizado por la Unión Argentina de Rugby. Se llevó a cabo entre el 19 de septiembre y el 12 de octubre de 1971. 
La Unión de Rugby de Cuyo fue elegida como la sede de las fases finales del torneo, específicamente la ciudad de Mendoza. La capital mendocina ya había recibido al seleccionado nacional en 1970, en celebración de su vigésimo-quinto aniversario, y en mayo de 1971 en celebración de la inauguración de las nuevas instalaciones del Mendoza Rugby Club. La unión cuyana fue designada a la vez como sede de la edición inaugural del Campeonato Argentino Juvenil que tuvo lugar en 1972.
Buenos Aires consiguió su noveno título al vencer a la Unión de Rugby de Rosario en la final 14-8. Además, la Unión de Rugby del Valle de Lerma pasó a ser denominada como la Unión de Rugby de Salta, nombre que mantiene hasta la actualidad. 

## Equipos participantes
Participaron de esta edición catorce equipos: trece uniones provinciales y la Unión Argentina de Rugby, representada por el equipo de Buenos Aires. 
| Equipo        | Unión                                                |
| ------------- | ---------------------------------------------------- |
| Alto Valle    | Unión de Rugby del Alto Valle de Río Negro y Neuquén |
| Austral       | Unión de Rugby Austral                               |
| Buenos Aires  | Unión Argentina de Rugby                             |
| Córdoba       | Unión Cordobesa de Rugby                             |
| Cuyo          | Unión de Rugby de Cuyo                               |
| Jujuy         | Unión Jujeña de Rugby                                |
| Mar del Plata | Unión de Rugby de Mar del Plata                      |
| Nordeste      | Unión de Rugby del Nordeste                          |
| Rosario       | Unión de Rugby de Rosario                            |
| Salta         | Unión de Rugby de Salta                              |
| San Juan      | Unión Sanjuanina de Rugby                            |
| Santa Fe      | Unión Santafesina de Rugby                           |
| Sur           | Unión de Rugby del Sur                               |
| Tucumán       | Unión de Rugby de Tucumán                            |

## Partidos

### Rueda preliminar
| 19 de septiembre | Salta                                         | 9 - 6   | Jujuy                 | Salta,                                   |                                          |
|                  | Tries: M. Molina Penales: F. Cornejo R. Lobos | Reporte | Penales: Cabretti (2) | Árbitro(s): Hugo Condoleo (Buenos Aires) | Árbitro(s): Hugo Condoleo (Buenos Aires) |

| 19 de septiembre | Nordeste | 22 - 14 | Santa Fe | Universitarios, Corrientes                |                                           |
|                  |          | Reporte |          | Árbitro(s): Antonio A. Dragotto (Córdoba) | Árbitro(s): Antonio A. Dragotto (Córdoba) |

|  | Octavos de final | Octavos de final | Octavos de final |               |            | Cuartos de final | Cuartos de final | Cuartos de final |    |               | Semifinales   | Semifinales | Semifinales |      |              | Final         | Final         | Final |  |
|  |                  |                  |                  |               |            |                  |                  |                  |    |               |               |             |             |      |              |               |               |       |  |
|  |                  |                  |                  |               |            |                  |                  |                  |    |               |               |             |             |      |              |               |               |       |  |
|  |                  |                  |                  |               |            |                  |                  |                  |    |               |               |             |             |      |              |               |               |       |  |
|  |                  |                  |                  |               |            |                  |                  |                  |    |               |               |             |             |      |              |               |               |       |  |
|  |                  |                  |                  |               |            |                  |                  |                  |    |               |               |             |             |      |              |               |               |       |  |
|  |                  |                  |                  |               |            |                  |                  |                  |    |               |               |             |             |      |              |               |               |       |  |
|  |                  |                  |                  |               |            |                  |                  |                  |    |               |               |             |             |      |              |               |               |       |  |
|  |                  |                  |                  |               |            |                  |                  |                  |    |               |               |             |             |      |              |               |               |       |  |
|  |                  |                  |                  |               |            |                  |                  |                  |    |               |               |             |             |      |              |               |               |       |  |
|  |                  |                  |                  |               |            |                  |                  |                  |    |               |               |             |             |      |              |               |               |       |  |
|  |                  |                  |                  |               |            |                  |                  |                  |    |               |               |             |             |      |              |               |               |       |  |
|  |                  |                  |                  |               |            |                  | Cuyo             | Cuyo             | 13 |               |               |             |             |      |              |               |               |       |  |
|  |                  |                  |                  |               |            |                  |                  |                  | 13 |               |               |             |             |      |              |               |               |       |  |
|  |                  |                  | Rosario          | Rosario       | 15         |                  |                  |                  |    |               |               |             |             |      |              |               |               |       |  |
|  | Salta            | Salta            | Rosario          | Rosario       | 15         | 9                |                  |                  |    |               |               |             |             |      |              |               |               |       |  |
|  | Salta            | Salta            |                  |               |            |                  |                  |                  |    |               |               |             |             |      |              |               |               |       |  |
|  | Tucumán          | Tucumán          | 22               |               |            |                  |                  |                  |    |               |               |             |             |      |              |               |               |       |  |
|  | Tucumán          | Tucumán          | 22               |               | Tucumán    | Tucumán          | 6                |                  |    |               |               |             |             |      |              |               |               |       |  |
|  |                  |                  |                  |               | Tucumán    | Tucumán          | 6                |                  |    |               |               |             |             |      |              |               |               |       |  |
|  |                  |                  | Rosario          | Rosario       | 9          |                  |                  |                  |    |               |               |             |             |      |              |               |               |       |  |
|  | Nordeste         | Nordeste         | Rosario          | Rosario       | 9          | 3                |                  |                  |    |               |               |             |             |      |              |               |               |       |  |
|  | Nordeste         | Nordeste         |                  |               |            |                  |                  |                  |    |               |               |             |             |      |              |               |               |       |  |
|  | Rosario          | Rosario          | 19               |               |            |                  |                  |                  |    |               |               |             |             |      |              |               |               |       |  |
|  | Rosario          | Rosario          | 19               |               |            |                  |                  |                  |    |               |               |             |             |      | Rosario      | Rosario       | 8             |       |  |
|  |                  |                  |                  |               |            |                  |                  |                  |    |               |               |             |             |      | Rosario      | Rosario       | 8             |       |  |
|  |                  |                  | Buenos Aires     | Buenos Aires  | 14         |                  |                  |                  |    |               |               |             |             |      |              |               |               |       |  |
|  | Córdoba          | Córdoba          | Buenos Aires     | Buenos Aires  | 14         | 53               |                  |                  |    |               |               |             |             |      |              |               |               |       |  |
|  | Córdoba          | Córdoba          |                  |               |            |                  |                  |                  |    |               |               |             |             |      |              |               |               |       |  |
|  | San Juan         | San Juan         | 9                |               |            |                  |                  |                  |    |               |               |             |             |      |              |               |               |       |  |
|  | San Juan         | San Juan         | 9                |               | Córdoba    | Córdoba          | 3                |                  |    |               |               |             |             |      |              |               |               |       |  |
|  |                  |                  |                  |               | Córdoba    | Córdoba          | 3                |                  |    |               |               |             |             |      |              |               |               |       |  |
|  |                  |                  | Mar del Plata    | Mar del Plata | 9          |                  |                  |                  |    |               |               |             |             |      |              |               |               |       |  |
|  | Sur              | Sur              | Mar del Plata    | Mar del Plata | 9          | 3                |                  |                  |    |               |               |             |             |      |              |               |               |       |  |
|  | Sur              | Sur              |                  |               |            |                  |                  |                  |    |               |               |             |             |      |              |               |               |       |  |
|  | Mar del Plata    | Mar del Plata    | 12               |               |            |                  |                  |                  |    |               |               |             |             |      |              |               |               |       |  |
|  | Mar del Plata    | Mar del Plata    | 12               |               |            |                  |                  |                  |    | Mar del Plata | Mar del Plata | 0           |             |      |              |               |               |       |  |
|  |                  |                  |                  |               |            |                  |                  |                  |    | Mar del Plata | Mar del Plata | 0           |             |      |              |               |               |       |  |
|  |                  |                  | Buenos Aires     | Buenos Aires  | 33         |                  |                  |                  |    |               |               |             |             |      |              |               |               |       |  |
|  | Austral          | Austral          | Buenos Aires     | Buenos Aires  | 33         | 9                |                  |                  |    |               |               |             |             |      |              |               |               |       |  |
|  | Austral          | Austral          |                  |               |            |                  |                  |                  |    |               |               |             |             |      |              |               |               |       |  |
|  | Alto Valle       | Alto Valle       | 15               |               |            |                  |                  |                  |    |               |               |             |             |      |              |               |               |       |  |
|  | Alto Valle       | Alto Valle       | 15               |               | Alto Valle | Alto Valle       | 0                |                  |    |               |               |             |             |      | Tercer lugar | Tercer lugar  | Tercer lugar  |       |  |
|  |                  |                  |                  |               | Alto Valle | Alto Valle       | 0                |                  |    |               |               |             |             |      | Tercer lugar | Tercer lugar  | Tercer lugar  |       |  |
|  |                  |                  | Buenos Aires     | Buenos Aires  | 64         |                  |                  |                  |    |               |               |             |             |      |              |               |               |       |  |
|  | Buenos Aires     | Buenos Aires     | Buenos Aires     | Buenos Aires  | 64         | bye              |                  |                  |    |               |               |             |             | Cuyo | Cuyo         | 21            |               |       |  |
|  | Buenos Aires     | Buenos Aires     |                  |               |            |                  |                  |                  |    |               |               |             |             | Cuyo | Cuyo         | 21            |               |       |  |
|  |                  |                  |                  |               |            |                  |                  |                  |    |               |               |             |             |      |              | Mar del Plata | Mar del Plata | 14    |  |
|  |                  |                  |                  |               |            |                  |                  |                  |    |               |               |             |             |      |              | Mar del Plata | Mar del Plata | 14    |  |
|  |                  |                  |                  |               |            |                  |                  |                  |    |               |               |             |             |      |              |               |               |       |  |

### Octavos de final
| 26 de septiembre | Salta                   | 9 - 22  | Tucumán                                                                                              | Salta,                                |                                       |
|                  | Penales: F. Cornejo (3) | Reporte | Tries: J. Rojas J. Bach C. Cisint R. Roldán L. Castillo Conversiones: C. Rojas (2) Penales: C. Rojas | Árbitro(s): Juan Ferrazzini (Rosario) | Árbitro(s): Juan Ferrazzini (Rosario) |

| 26 de septiembre | Nordeste               | 3 - 19  | Rosario                                                                      | Hogar Escuela, Corrientes                   |                                             |
|                  | Penales: O. Monfardini | Reporte | Tries: A. Knight (3) M. Bouza Conversiones: J. Seaton (2) Penales: J. Seaton | Árbitro(s): Pedro Yacachurry (Buenos Aires) | Árbitro(s): Pedro Yacachurry (Buenos Aires) |

| 26 de septiembre | Córdoba | 53 - 9  | San Juan               | Córdoba Athletic Club, Córdoba               |                                              |
|                  | Tries: A. Pardini (4) R. Pasaglia (3) C. Cottonaro (2) A. Barrera R. Agüero J. C. Vera Conversiones: F. Mesquida (4) J. C. Vera (3) Penales: J. C. Vera | Reporte | Penales: J. Auglin (3) | Árbitro(s): Julio César Rico Nesa (Santa Fe) | Árbitro(s): Julio César Rico Nesa (Santa Fe) |

| 26 de septiembre | Sur              | 3 - 12  | Mar del Plata                                              | Bahía Blanca,                                 |                                               |
|                  | Tries: P. Pasano | Reporte | Tries: E. Feullasier C. Sosa R. Lerario Penales: J. Viders | Árbitro(s): Casimiro Gutiérrez (Buenos Aires) | Árbitro(s): Casimiro Gutiérrez (Buenos Aires) |

| 26 de septiembre | Austral                  | 9 - 15  | Alto Valle                                                       | Pico Truncado,                                |                                               |
|                  | Penales: M. Waisberg (3) | Reporte | Tries: J. Salgado J. Russo R. París Conversiones: C. Bustos Elia | Árbitro(s): Horacio Englender (Mar del Plata) | Árbitro(s): Horacio Englender (Mar del Plata) |

### Cuartos de final
| 3 de octubre | Tucumán                       | 6 - 9   | Rosario                            | La Caldera del Parque, Lawn Tennis, Tucumán |                                            |
|              | Penales: J. Rojas L. Castillo | Reporte | Penales: J. Seaton (2) J. Scilabra | Árbitro(s): Guillermo E. Quiroga (Córdoba)  | Árbitro(s): Guillermo E. Quiroga (Córdoba) |

| 3 de octubre | Córdoba             | 3 - 9   | Mar del Plata                                  | C. A. Universitario, Córdoba |  |
|              | Penales: J. C. Vera | Reporte | Tries: L. Rodríguez C. Sosa Penales: J. Viders |                              |  |

| 3 de octubre | Alto Valle | 0 - 64  | Buenos Aires | Neuquén,                                |                                         |
|              |            | Reporte | Tries: N. Pérez (5) M. Rodríguez Jurado (3) J. Fernández (2) J. Walther L. Gradin A. Velásquez M. Walther E. Martínez Conversiones: H. Porta (8) Drops: H. Porta | Árbitro(s): José E. Lastra (Alto Valle) | Árbitro(s): José E. Lastra (Alto Valle) |

### Semifinales
| 10 de octubre | Cuyo                                                              | 13 - 15 | Rosario                                                    | Mendoza,                                |                                         |
|               | Tries: M. Brandi J. Nasazzi L. Chacón Conversiones: E. Gandía (2) | Reporte | Tries: J. Imhoff Penales: J. Seaton (3) Drops: J. Scilabra | Árbitro(s): Julio César Rico (Santa Fe) | Árbitro(s): Julio César Rico (Santa Fe) |

| 10 de octubre | Mar del Plata | 0 - 33  | Buenos Aires | Mendoza,                                     |                                              |
|               |               | Reporte | Tries: H. Silva (2) J. Wittman A. Otaño A. Travaglini N. Pérez Conversiones: A. Travaglini (3) Penales: A. Travaglini H. Silva (2) | Árbitro(s): César de Elizalde (Buenos Aires) | Árbitro(s): César de Elizalde (Buenos Aires) |

### Tercer puesto
| 12 de octubre | Cuyo                                                      | 21 - 14 | Mar del Plata                                                                      | Mendoza,                                     |                                              |
|               | Penales: E. Gandía (4) Drops: E. Gandía C. Dora C. Navesi | Reporte | Tries: E. Feullasier F. Uriaguereca Conversiones: J. Viders Penales: J. Viders (2) | Árbitro(s): César de Elizalde (Buenos Aires) | Árbitro(s): César de Elizalde (Buenos Aires) |

### Final
| 12 de octubre | Rosario                                                     | 8 - 14  | Buenos Aires                                                           | Mendoza,                                |                                         |
|               | Tries: C. García Conversiones: J. Seaton Penales: J. Seaton | Reporte | Tries: A. Otaño N. Pérez Conversiones: H. Silva Penales: A. Travaglini | Árbitro(s): Eduardo Niño (Buenos Aires) | Árbitro(s): Eduardo Niño (Buenos Aires) |

|                      |
| Buenos Aires Campeón |
| Noveno título        |